# Outpunk Dance Party
Outpunk Dance Party è un album compilation di band queercore, pubblicata dall'etichetta indipendente Outpunk Records il 16 aprile 1995.
La compilation comprende il debutto discografico di alcune band, tra le quali Pansy Division, Sta-Prest e gli Swine King.

## Tracce
1. Intro
2. Mukilteo Fairies -Queer Enough For You?
3. Power Snatch - Booty Go
4. Sister George - Handle Bar
5. Double Zero - Pacer
6. Swine King - All Broke Down
7. CWA - Chicken Hawk
8. Pansy Division - I Can't Sleep
9. Hyperdrive Kittens - Rock 'n' Roll Drag Queen
10. Jolt - Rise
11. Sta-Prest - Nelly Strut/Susperia
12. Tribe 8 - Oversize Ego